# اغتيال روبرت روس
في 6 مارس، 1894 وأثناء شغب الانتخابات الذي دار بين مراقبي نتائج الاقتراع ورئيس جناح نشطاء السياسة الديمقراطية المحلية الذين انخرطوا في تصويت مكرر، تم إطلاق النار على روبرت روس وهو شاب من مراقبي الاقتراع وقتله. كما تم إطلاق النار على شقيق روس، ويليام روس، ولكنه نجا.
وكما تم سرد ذلك باللغة العامية في ذلك الوقت: لقد وقع هذا الأمر بعيدًا عن السياسية وحدث أثناء الشغب المحيط بالانتخابات. ففي وقت الظهيرة، ظهر حشد من أصحاب السوابق ومن ضمنهم بارثولوميو شيا وجون ماكجو... وهم حاليًا يقضون عقوبة 20 سنة، في كابينة الاقتراع بالمنطقة الثالثة من الدائرة الثالثة عشر. وكان هناك ويليام روس وروبرت روس، وهم أخوة، وكانا يعملان كمراقبين، كما كان يوجد أخ آخر لهم، جون سي روس، والذي تواجد أيضًا مكان الحادث. وكان يتسلح الأخوة وأصدقاؤهم بالهراوات، وذلك لتوقعهم بشكل واضح للشجار بسبب النزاع الذي حدث للتجمع قبل ذلك بفترة قصيرة. لقد بدأ الشجار عندما قام أحد أفراد عصابة شيا بطلب التصويت باسم مواطن آخر وحينها كان التلويح بالهراوات ووميض المسدسات. تم إطلاق العديد من الرصاصات وعند انتهاء القتال، تبين مقتل روبرت روس بالرصاص، وتلقى أخيه، ويليام [كذلك] رصاصة برقبته، كما أصيب شيا وماكجو بجراح خفيفة، وقاموا بالهرب من مكان الحادث. ولقد تم القبض على شيا وماكجو واعتقالهما، حيث ادعى ماكجو في البداية بإطلاق الرصاصة التي قتلت روس، ولكن على ما يبدو فقد تراجع لاحقًا عن هذا الادعاء.
لقد أفاد تقرير بجريدة نيويورك تايمز بأن اللوم يقع مباشرةً على عاتق عمدة تروي السابق إدوارد ميرفي الابن، الذي تم انتخابه ليصبح عضوًا في مجلس الشيوخ الأمريكي في العام الماضي، (كان سيتولى المنصب لفترة واحدة)، وشمل هذا التقرير المقتطف التالي: «لقد تمت تعبئة المسدس الذي أطلق الرصاص على روبرت روس يوم الانتخابات في تروي منذ أن بدأ» رئيس«عصابة ميرفي عمليات التزوير الممنهجة منذ 12 سنة»
تم القبض على ماكجو وشيا، وتم إطلاق سراح المشتبه الأصلي، جون بولاند، في عمليات إطلاق النيران، من الحجز. لقد بدأت محاكمة شيا وماكجو في 28 مايو 1894. وتمت إدانة شيا وماكجو في 4 يوليو 1894، وحكمت هيئة المحلفين على ماكجو بالسجن لمدة 20 سنة وتم الحكم على شيا بالإعدام. ولم تنجح الطعون المطولة المتعددة والجهود لتخفيف عقوبة شيا وتم إعدامه لاحقًا في 1896.
«[في] يوم إعدام شيا، قام ماكجو، بعد سماع الخبر بحلول نهاية [شيا] [زاعمًا] بتأكيد اعترافه الأول، مكررًا بأنه لم يكن قاتل روبرت روس ولا شيا كذلك».

## وصلات خارجية
- New York Times reportage
- Albany Times-Union story